# Арельяно, Гильермо
Гилье́рмо Арелья́но Мора́га (исп. Guillermo Arellano Moraga; 21 августа 1908, Сантьяго, Чили — 16 февраля 1999, Сантьяго) — чилийский футболист, нападающий, участник чемпионата мира 1930 года. Младший брат Давида Арельяно.

## Биография
Играл за клуб «Коло-Коло». В сборной дебютировал на чемпионате мира 1930 года. На поле вышел лишь раз, в матче против сборной Аргентины, который был чилийцами проигран (1:3).